# Вода за слонове (филм)
Вода за слонове (енгл. Water for Elephants) је љубавна драма из 2011. године, снимљена по истоименом роману канадске списатељице Саре Груен.

## Радња
Џејкоб као младић остаје без родитеља и куће те ускаче у први воз који је угледао. Када се ујутро пробуди, схвата да се налази у Путујућем циркусу Браће Бензини и да су свуда око њега животиње. Пре него што је отишао на разговор код Августа, власника циркуса, угледа његову атрактивну супругу Марлену како вежба са коњима. Иако је овај решен да га избаци из циркуса, Џејкоб му говори да је студирао ветерину и да његова помоћ око животиња може да му буде добродошла. Август прихвата да му да посао, не слутећи да ће се између младића и његове супруге развити бурна љубавна веза.

## Улоге
| Глумац          | Улога          |
| --------------- | -------------- |
| Рис Видерспун   | Марлена        |
| Роберт Патинсон | Џејкоб         |
| Кристоф Валц    | Август         |
| Хал Холбрук     | Стари Џејкоб   |
| Пол Шнајдер     | Чарли О'Брајан |
| Џејмс Фрејн     | Розин чувар    |
| Кен Фори        | Ерл            |
| Џим Нортон      | Кејмел         |
| Ричард Брејк    | Грејди         |